# Jückelberg
Jückelberg là một đô thị thuộc huyện Altenburger Land, trong bang Thüringen, Đức. Đô thị Jückelberg có diện tích 7,96 km².